# Mustik0Ppa, Mundargi
Mustik0Ppa là một làng thuộc tehsil Mundargi, huyện Gadag, bang Karnataka, Ấn Độ.